# 346150 Nanyi
346150 Nanyi este o planetă minoră (asteroid) din centura de asteroizi. A fost descoperită pe 5 noiembrie 2007 la Xuyi County⁠(d) de  și a fost numită după Nanjing Medical University⁠(d). 
Obiectul prezintă o orbită caracterizată de o semiaxă mare de 3,0181325356476 UAi, o excentricitate de 0,11237937119943, o înclinație de 11,354187378522 ° în raport cu ecliptica.